# Amalia Lobato Rosique
Amalia Lobato Rosique (Cartagena, 1914-Ciudadela, 23 de agosto de 1936) fue una mujer republicana, militante de la Unión General de Trabajadores (UGT) y primera miliciana de quien se tiene conocimiento que murió luchando en el frente de Mallorca al inicio de la guerra civil española.

## Biografía
Nacida en Cartagena, Amalia Lobato había emigrado a Barcelona, era soltera y estaba afiliada a la UGT.
El 17 de julio de 1936, se produjo el pronunciamiento militar del Ejército de África contra el gobierno de la Segunda República. La rebelión se extendió rápidamente a la península, pero no triunfó en las grandes capitales.
Con la finalidad de defender la República y luchar contra el fascismo y la reacción, se crearon, por Decreto de 21 de julio de 1936, las Milicias Ciudadanas de Cataluña, siendo nombrados jefe militar de las mismas Enrique Pérez Farrás, y comisario de Defensa de la Generalidad, Lluís Brunet, con las atribuciones necesarias para la organización de las citadas milicias. Se transformó en el Comité Central de Milicias Antifascistas de Cataluña.
El 30 de julio, Artur Cussó, secretario de la organización femenina del Partido Socialista Unificado de Cataluña (PSUC), hizo un llamamiento a sus afiliadas para que se adhirieran a las Milicias, animándolas a cooperar en las tareas de apoyo a la retaguardia, sin incluir la posibilidad de combatir en el frente. Fue Eloína Malasechevarría con su artículo «Dones de Catalunya, escolteu!» publicado en el diario Treball, quién afirmó que las mujeres del PSUC dejarían atrás la pasividad femenina y pasarían a la acción, como habían hecho los hombres. Aquel mismo día 30 se constituyeron las Milicias Antifascistas Femeninas, con sede en el antiguo local del Círculo Ecuestre y de la Lliga Catalana, en el Paseo de Gracia de Barcelona.
Gaviota Viana Viana organizó y dirigió la Sección de Guerra, con personal instructor de fusileras, artilleras, camioneras, chóferes, personal de aviación, sanitarias, camilleras, encargadas de vestuario, lavandería y limpieza, correos, finanzas, y servicios sociales.
Lobato, con 22 años, se alistó el 11 de agosto y fue enviada al cuartel Carles Marx para recibir instrucción militar. Tras una estancia de cinco días, el 16 de agosto, embarcó en el barco Ciutat de Tarragona, encuadrada en la centuria 16 grupo 2, bajo el mando del militar Antonio Calero Barceló. El día 17 llegaron a Mahón y el 18 a Mallorca, donde se desplegaron en el sector de Son Carrió. El día 20 Lobato entró en combate y recibió una herida de bala en el vientre. Trasladada al Hospital de sangre de Ciudadela, murió el 23 de agosto, convirtiéndose así en la primera miliciana de Cataluña —de quien se tiene noticia— caída en la defensa de la Segunda República Española. Sus restos reposan en el osario del cementerio de Ciudadela. El 16 de octubre de 1936, con la creación del Ejército Popular de la República, se movilizaron todos los hombres de 20 a 45 años. Las mujeres fueron retiradas del frente y enviadas a la retaguardia, al servicio del Socorro Rojo Internacional y otras organizaciones humanitarias.